# U.S. Men's Clay Court Championships 2001 - Qualificazioni singolare
Le qualificazioni del singolare  dell'U.S. Men's Clay Court Championships 2001 sono state un torneo di tennis preliminare per accedere alla fase finale della manifestazione. I vincitori dell'ultimo turno sono entrati di diritto nel tabellone principale. In caso di ritiro di uno o più giocatori aventi diritto a questi sono subentrati i lucky loser, ossia i giocatori che hanno perso nell'ultimo turno ma che avevano una classifica più alta rispetto agli altri partecipanti che avevano comunque perso nel turno finale.
Le qualificazioni del torneo U.S. Men's Clay Court Championships 2001 prevedevano 32 partecipanti di cui 4 sono entrati nel tabellone principale.

## Teste di serie
1. Peter Wessels (primo turno)
2. Paradorn Srichaphan (primo turno)
3. Cecil Mamiit (secondo turno)
4. Sébastien Lareau (primo turno)

1. Alexandre Simoni (primo turno)
2. Luis Horna (secondo turno)
3. Kevin Kim (ultimo turno)
4. David Nalbandian (primo turno)

## Qualificati
1. Irakli Labadze
2. James Blake

1. Christian Ruud
2. Robby Ginepri

## Tabellone

### Legenda
| - Q = Qualificato - WC = Wild card - LL = Lucky loser | - ALT = Alternate - SE = Special Exempt - PR = Protected Ranking | - w/o = Walkover - r = Ritirato - d = Squalificato |

### Sezione 1
|  | Primo turno       | Primo turno       | Primo turno       | Primo turno | Primo turno |  |  | Secondo turno   | Secondo turno   | Secondo turno   | Secondo turno  | Secondo turno  |   |   | Ultimo turno    | Ultimo turno    | Ultimo turno    | Ultimo turno | Ultimo turno |  |
|  |                   |                   |                   |             |             |  |  |                 |                 |                 |                |                |   |   |                 |                 |                 |              |              |  |
|  |                   | Orlin Stanojčev   | 6                 | 5           | 6           |  |  |                 |                 |                 |                |                |   |   |                 |                 |                 |              |              |  |
|  | 1                 | Peter Wessels     | 3                 | 7           | 3           |  |  | Orlin Stanojčev | Orlin Stanojčev | Orlin Stanojčev | 1              | 2              |   |   |                 |                 |                 |              |              |  |
|  | Nicolas Thomann   | Nicolas Thomann   | Nicolas Thomann   | 6           | 7           |  |  | Nicolas Thomann | Nicolas Thomann | Nicolas Thomann | 6              | 6              |   |   |                 |                 |                 |              |              |  |
|  | Dick Norman       | Dick Norman       | Dick Norman       | 4           | 64          |  |  |                 |                 |                 |                |                |   |   | Nicolas Thomann | Nicolas Thomann | Nicolas Thomann | 4            | 4            |  |
|  | Taylor Dent       | Taylor Dent       | Taylor Dent       | 6           | 6           |  |  |                 |                 | Irakli Labadze  | Irakli Labadze | Irakli Labadze | 6 | 6 |                 |                 |                 |              |              |  |
|  | Ignacio Hirigoyen | Ignacio Hirigoyen | Ignacio Hirigoyen | 3           | 2           |  |  | Taylor Dent     | Taylor Dent     | 7               | 2              | 1              |   |   |                 |                 |                 |              |              |  |
|  |                   | Irakli Labadze    | 3                 | 7           | 6           |  |  | Irakli Labadze  | Irakli Labadze  | 63              | 6              | 6              |   |   |                 |                 |                 |              |              |  |
|  | 5                 | Alexandre Simoni  | 6                 | 62          | 1           |  |  |                 |                 |                 |                |                |   |   |                 |                 |                 |              |              |  |

### Sezione 2
|  | Primo turno            | Primo turno            | Primo turno            | Primo turno      | Primo turno |  |  | Secondo turno    | Secondo turno    | Secondo turno    | Secondo turno    | Secondo turno    |    |    | Ultimo turno | Ultimo turno | Ultimo turno | Ultimo turno | Ultimo turno |  |
|  |                        |                        |                        |                  |             |  |  |                  |                  |                  |                  |                  |    |    |              |              |              |              |              |  |
|  |                        | James Blake            | James Blake            | 7                | 6           |  |  |                  |                  |                  |                  |                  |    |    |              |              |              |              |              |  |
|  | 2                      | Paradorn Srichaphan    | Paradorn Srichaphan    | 63               | 4           |  |  | James Blake      | James Blake      | James Blake      | 6                | 6                |    |    |              |              |              |              |              |  |
|  | Jeff Salzenstein       | Jeff Salzenstein       | Jeff Salzenstein       | 6                | 7           |  |  | Jeff Salzenstein | Jeff Salzenstein | Jeff Salzenstein | 2                | 3                |    |    |              |              |              |              |              |  |
|  | Dennis van Scheppingen | Dennis van Scheppingen | Dennis van Scheppingen | 4                | 5           |  |  |                  |                  |                  |                  |                  |    |    | James Blake  | James Blake  | James Blake  | 7            | 7            |  |
|  | Nicolas Coutelot       | Nicolas Coutelot       | 7                      | 4                | 6           |  |  |                  |                  | Nicolas Coutelot | Nicolas Coutelot | Nicolas Coutelot | 63 | 65 |              |              |              |              |              |  |
|  | Lionel Roux            | Lionel Roux            | 5                      | 6                | 1           |  |  | Nicolas Coutelot | Nicolas Coutelot | 7                | 3                | 6                |    |    |              |              |              |              |              |  |
|  |                        | Dmitrij Tursunov       | Dmitrij Tursunov       | Dmitrij Tursunov | W-O         |  |  | Dmitrij Tursunov | Dmitrij Tursunov | 65               | 6                | 3                |    |    |              |              |              |              |              |  |
|  | 8                      | David Nalbandian       | David Nalbandian       | David Nalbandian |             |  |  |                  |                  |                  |                  |                  |    |    |              |              |              |              |              |  |

### Sezione 3
|  | Primo turno       | Primo turno       | Primo turno       | Primo turno | Primo turno |  |  | Secondo turno | Secondo turno  | Secondo turno  | Secondo turno  | Secondo turno  |   |   | Ultimo turno   | Ultimo turno   | Ultimo turno   | Ultimo turno | Ultimo turno |  |
|  |                   |                   |                   |             |             |  |  |               |                |                |                |                |   |   |                |                |                |              |              |  |
|  | 3                 | Cecil Mamiit      | Cecil Mamiit      | 6           | 6           |  |  |               |                |                |                |                |   |   |                |                |                |              |              |  |
|  |                   | Vince Spadea      | Vince Spadea      | 4           | 4           |  |  | 3             | Cecil Mamiit   | 6              | 2              | 2              |   |   |                |                |                |              |              |  |
|  | Cyril Saulnier    | Cyril Saulnier    | Cyril Saulnier    | 7           | 6           |  |  |               | Cyril Saulnier | 4              | 6              | 6              |   |   |                |                |                |              |              |  |
|  | Ramón Delgado     | Ramón Delgado     | Ramón Delgado     | 6(0)        | 3           |  |  |               |                |                |                |                |   |   | Cyril Saulnier | Cyril Saulnier | Cyril Saulnier | 4            | 0            |  |
|  | Christian Ruud    | Christian Ruud    | Christian Ruud    | 7           | 7           |  |  |               |                | Christian Ruud | Christian Ruud | Christian Ruud | 6 | 6 |                |                |                |              |              |  |
|  | Cristiano Caratti | Cristiano Caratti | Cristiano Caratti | 65          | 6(1)        |  |  |               | Christian Ruud | Christian Ruud | 7              | 7              |   |   |                |                |                |              |              |  |
|  | 6                 | Luis Horna        | Luis Horna        | 7           | 6           |  |  | 6             | Luis Horna     | Luis Horna     | 65             | 68             |   |   |                |                |                |              |              |  |
|  |                   | Jurij Ščukin      | Jurij Ščukin      | 63          | 3           |  |  |               |                |                |                |                |   |   |                |                |                |              |              |  |

### Sezione 4
|  | Primo turno   | Primo turno      | Primo turno      | Primo turno   | Primo turno |  |  | Secondo turno    | Secondo turno    | Secondo turno    | Secondo turno | Secondo turno |   |   | Ultimo turno | Ultimo turno  | Ultimo turno | Ultimo turno | Ultimo turno |  |
|  |               |                  |                  |               |             |  |  |                  |                  |                  |               |               |   |   |              |               |              |              |              |  |
|  |               | Johan Settergren | Johan Settergren | 7             | 6           |  |  |                  |                  |                  |               |               |   |   |              |               |              |              |              |  |
|  | 4             | Sébastien Lareau | Sébastien Lareau | 5             | 3           |  |  | Johan Settergren | Johan Settergren | Johan Settergren | 5             | 3             |   |   |              |               |              |              |              |  |
|  | Robby Ginepri | Robby Ginepri    | Robby Ginepri    | Robby Ginepri | W-O         |  |  | Robby Ginepri    | Robby Ginepri    | Robby Ginepri    | 7             | 6             |   |   |              |               |              |              |              |  |
|  | Jim Thomas    | Jim Thomas       | Jim Thomas       | Jim Thomas    |             |  |  |                  |                  |                  |               |               |   |   |              | Robby Ginepri | 6            | 5            | 6            |  |
|  | Alex O'Brien  | Alex O'Brien     | Alex O'Brien     | 7             | 7           |  |  |                  |                  | 7                | Kevin Kim     | 3             | 7 | 4 |              |               |              |              |              |  |
|  | Thomas Blake  | Thomas Blake     | Thomas Blake     | 5             | 6           |  |  |                  | Alex O'Brien     | Alex O'Brien     | 2             | 5             |   |   |              |               |              |              |              |  |
|  | 7             | Kevin Kim        | Kevin Kim        | 6             | 6           |  |  | 7                | Kevin Kim        | Kevin Kim        | 6             | 7             |   |   |              |               |              |              |              |  |
|  |               | Torrey Gambill   | Torrey Gambill   | 0             | 3           |  |  |                  |                  |                  |               |               |   |   |              |               |              |              |              |  |